# Lanz Iberica
Lanz Iberica war ein spanischer Hersteller von Landmaschinen. Das Unternehmen war ein Zweig der Heinrich Lanz AG, welche 1956 vom amerikanischen Landmaschinenhersteller John Deere übernommen wurde und bis heute unter diesem Namen weitergeführt wird.

## Firmengeschichte

Aktie der Lanz Iberica SA vom 25. Mai 1960

Durch den Aufkauf der Heinrich Lanz AG aus Mannheim im November 1956 besaß John Deere einen Anteil an Lanz Iberica in Spanien, mit einer Fabrik in Getafe, unweit von Madrid. Hier wurde von 1956 bis 1963 der Bau von Lanz Bulldogs weitergeführt, allerdings mit einigen Abwandlungen für den Einsatz im Wein- und Obstanbau.
Der D 3012 beispielsweise war ein Weinbaubulldog und der D 4090 entsprach dem D 4016. Größtes Modell von Lanz Iberica war jedoch der Lanz D 6516. Das Farbschema der von Lanz Iberica produzierten Maschinen war von 1956 bis 1960 blau-orange, ab 1961 erhielten auch sie die grün-gelbe John-Deere-Lackierung.
1963 endete die Bulldogproduktion von Lanz Iberica. Fortan wurden in Getafe John-Deere-Maschinen gefertigt.